# Raymond Cousse
Raymond Cousse (* 20. April 1942 in Saint-Germain-en-Laye; † 22. Dezember 1991) war ein französischer Schriftsteller und Schauspieler.

## Leben
Cousse entstammte einer sehr armen bretonischen Familie und besuchte nur drei Jahre die Schule. In seiner Jugend betrieb er intensiv Sport, insbesondere Leichtathletik, und gehörte zur Jugendauswahl der Läufer. Die Bekanntschaft mit dem Werk Samuel Becketts brachte ihn zu dem Entschluss, Schriftsteller zu werden. 1967 begann er, seinen ersten Roman (Enfantillages, 1979 bei Groupe Flammarion veröffentlicht) zu schreiben. 1970 sollte die deutsche Übersetzung seines Stücks La terrine du chef (1968) am Theater am Neumarkt aufgeführt werden. Da das Stück zu kurz war, wurde es mit der Fortsetzung Le festin du loup (1969) und Refus d'obtempérer (1970) als Trilogie auf die Bühne gebracht.
1979 bearbeitete er seinen 1976 veröffentlichten Roman Stratégie pour deux jambons für das Lucernaire-Forum in Paris, wo es in der Regie von Pierre Chabert aufgeführt wurde. Das Stück wurde erfolgreich in Europa und weltweit übersetzt und gespielt. 1980 inszenierte er selbst sein Stück Edifice au Lucernaire, in dem er selbst der Hauptdarsteller war und begann damit seine Laufbahn als Schauspieler. Seinen Roman Enfantillages bearbeitete er 1983 für das Theater und inszenierte ihn im Folgejahr beim Festival von Avignon. Auch mit diesem Stück hatte er international Erfolg. Seinen 1982 veröffentlichten Roman Bâton de la maréchale inszenierte er 1989 als Theaterstück in Avignon. Zusammen mit Jean-Luc Bitton und Jean-Yves Reuzeau verfasste Cousse zudem eine Biografie über Emmanuel Bove (mit dem er den 20. April als Geburtstag und die große Armut in der Kindheit teilte), für die er zehn Jahre recherchiert hatte und die 1995 auch auf Deutsch erschien. Sein letztes Werk war der Essay La Découverte de l'Afrique, journal à couper le beurre, der 1991 erschien. Im Dezember des Jahres beging er Suizid.
Stratégie pour deux jambons wurde unter dem Titel Betrachtungen eines Schweins 1982 vom Süddeutschen Rundfunk als Hörspiel gesendet; Enfantillages (als Hörspiel unter dem Titel Kindereien) wurde im November 1986 Hörspiel des Monats. Beckett sagte über Cousse: „Ein Autor von einem ganz persönlichen und, meiner bescheidenen Meinung nach, unzweifelhaften Talent“.

## Hörspiele in Deutschland und Österreich
- 1981: Betrachtungen eines Schweins – Bearbeitung und Regie: Walter Adler (Hörspielbearbeitung – SDR)
- 1981: Strategie eines Schweines – Regie: Klaus Colberg (Hörspielbearbeitung – ORF)
- 1986: Kindereien – Bearbeitung und Regie: Bernd Lau (Hörspielbearbeitung – SDR)
  - Auszeichnung: Hörspiel des Monats November 1986

## Quelle
- Website Raymond Cousse